# Publikfriarna
Publikfriarna var en underhållningsserie som sändes i Sveriges Television 1968-1970. Sånger och sketcher inför publik varvades med filmade inslag. Bland de medverkande fanns bl.a. Rolv Wesenlund, Kalle Sändare, Harald Heide-Steen Jr och Hacke Björksten.
Det var här som Rolv Wesenlund gjorde den klassiska sketchen Hos tandläkaren som senare utkom på grammofonskiva.
Bo Hermansson, även känd för Jubel i busken och Albert & Herbert, regisserade serien.